# Fall-out

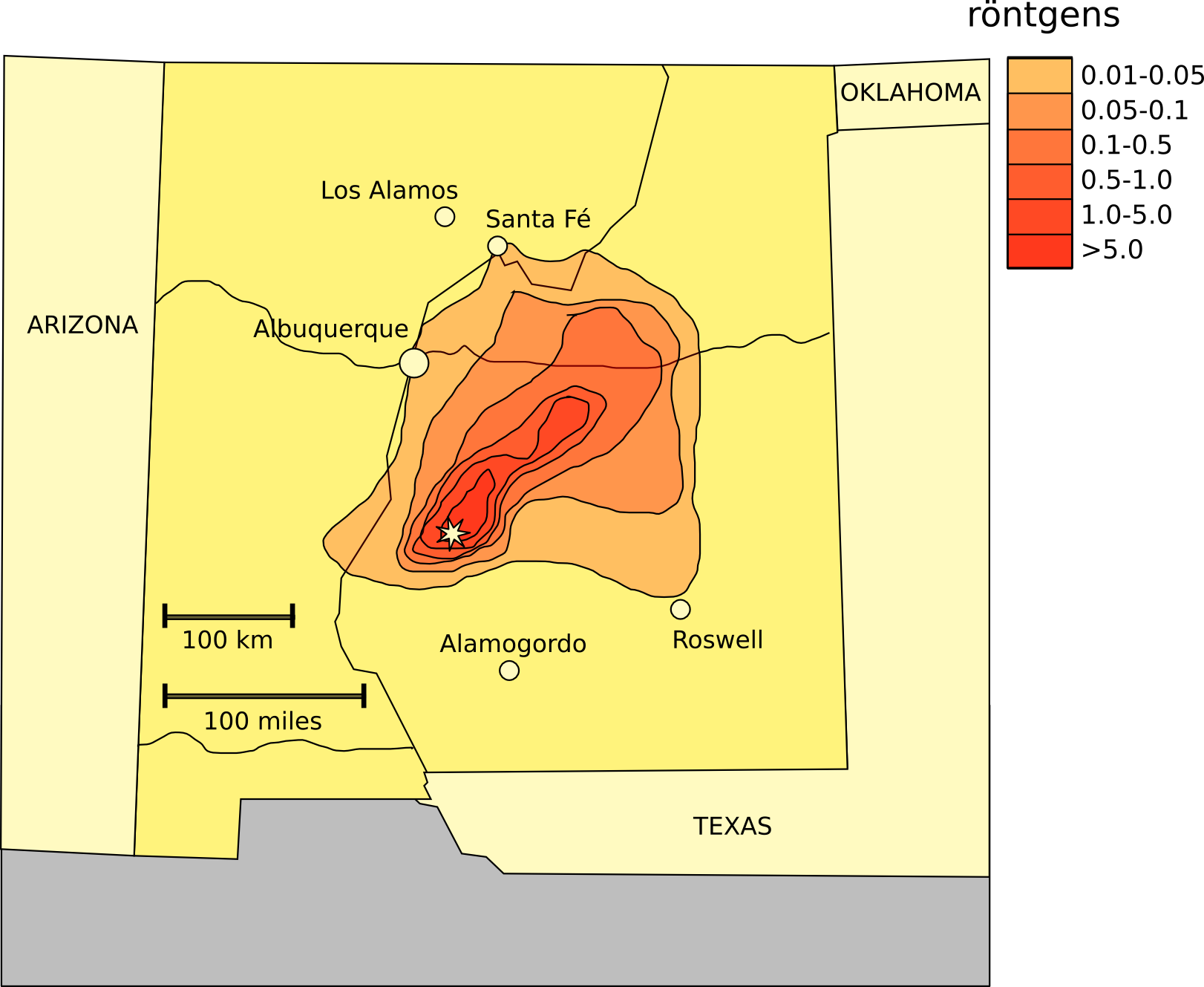
het gebied met Fall-out van de Trinity test

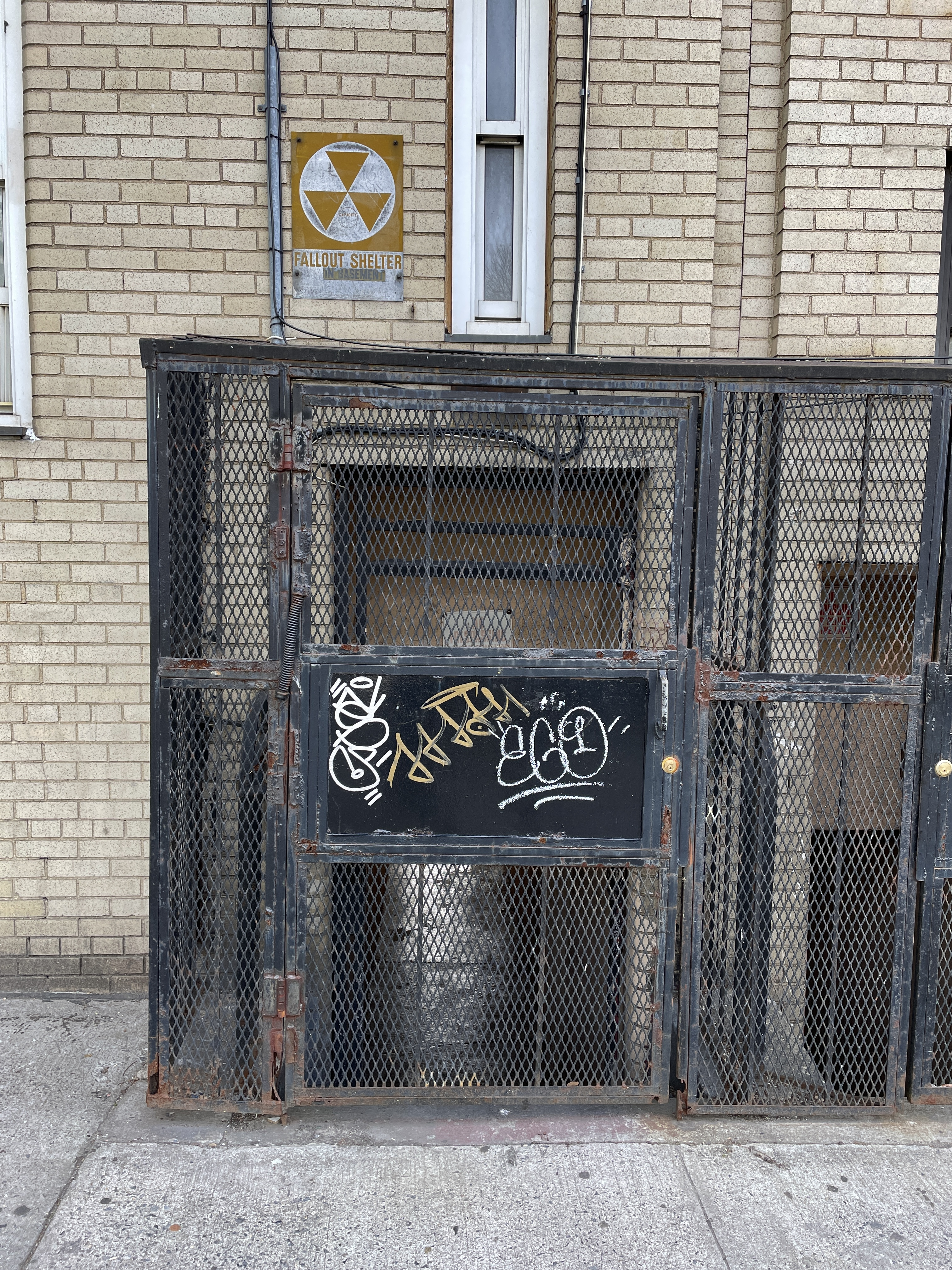
Schuilplaats tegen fall-out in New York (Bronx), 2024

Fall-out (Engels: fallout), ook wel radioactieve neerslag of kernneerslag genoemd, is de aanduiding voor het stralingsgevaar dat wordt gevormd door neerdalend stof dat in de minuten tot dagen na een kernexplosie in de atmosfeer of aan het aardoppervlak als radioactief stof neerdaalt rond het explosiepunt of (door verspreiding in de lucht en op de wind) ver daarvandaan. Ook de radioactieve stof zelf wordt als fall-out aangeduid.
De fall-out bestaat uit drie soorten radioactief materiaal:
1. de producten van de kernsplijting
2. het niet-verspleten radioactieve materiaal van de bom
3. het door neutronenvangst (neutronenactivatie) radioactief geworden materiaal: materiaal van de bom zelf en van de plaats van de explosie, zoals stof dat door de explosie is opgewerveld.

Kernexplosies hoog in de atmosfeer geven weinig fall-out en explosies onder de grond geven geen fall-out. De grootste fall-out treedt op bij een explosie ter hoogte van het maaiveld, die veel stof doet opwervelen dat door bestraling radioactief wordt.
Fall-out treedt ook op bij ongelukken bij kernreactoren waarbij wolken radioactief materiaal ontsnappen, zoals na de ramp bij Tsjernobyl. Ze wordt gekenmerkt door een groter aandeel van isotopen met een lange halfwaardetijd, omdat deze isotopen in ruime mate in de reactor aanwezig zijn. Fall-out veroorzaakt door een kernwapen heeft een groter aandeel van kort levende isotopen die meteen na de kernexplosie zijn gevormd.

## Voetnoot
1. ↑  De hitte van de explosie zorgt voor een snel opstijgende bel die de radioactieve explosieprodukten meevoert naar de stratosfeer.